# Liste der Kreisstraßen im Landkreis Lindau (Bodensee)
Die Liste der Kreisstraßen im Landkreis Lindau (Bodensee) ist eine Auflistung der Kreisstraßen im bayerischen Landkreis Lindau (Bodensee) mit deren Verlauf.

## Abkürzungen
- K: Kreisstraße in Baden-Württemberg
- LI: Kreisstraße im Landkreis Lindau (Bodensee)
- St: Staatsstraße in Bayern

## Liste
Nicht vorhandene bzw. nicht nachgewiesene Kreisstraßen werden in Kursivdruck gekennzeichnet, ebenso Straßen und Straßenabschnitte, die unabhängig vom Grund (Herabstufung zu einer Gemeindestraße oder Höherstufung) keine Kreisstraßen mehr sind.
Der Straßenverlauf wird in der Regel von Nord nach Süd und von West nach Ost angegeben.
| Nr. LI | Verlauf |
| ------ | --- |
| LI 1   | LI 2 in Schlachters – Witzigmänn – Bösenreutin – Rickenbach – Oberhochsteg – Staatsgrenze – ( in Vorarlberg, Österreich)                                      |
| LI 2   | – Schlachters – LI 1 – |
| LI 3   | St 2001 in Schloßbühl – Oberhäuser – Ellhofen – LI 4 in Simmerberg                                                                                            |
| LI 4   | St 2001 in Weiler im Allgäu – Simmerberg – LI 3 – Nagelshub – LI 14 – Buch – Hahnschenkel – Aich – Genhofen – St 2005                                         |
| LI 5   | St 2378 – Gestratz – Thalendorf – Grünenbach – St 1318 – St 2001 in Schönau                                                                                   |
| LI 6   | LI 16 in Nonnenhorn – Hattnau – Hengnau – Rickatshofen – Unterreitnau – St 2375 – Oberreitnau – St 2374 – Gitzenweiler Hof – in Rehlings                      |
| LI 7   | – Schwarzenberg – Wohmbrechts – Hämmerle – |
| LI 8   | (jetzt St 2383) in Mellatz – Ratzenberg – Lindenberg im Allgäu – St 2378 –                                                                                    |
| LI 10  | St 2378 in Scheidegg – Böserscheidegg – Kapfreute – Bremenried – St 2001 – Weiler im Allgäu – Riegen – Untertrogen – Obertrogen – St 2004 in Vorderschweinhöf |
| LI 11  | (K 7998 im Landkreis Ravensburg, Baden-Württemberg) – Landesgrenze – Rupolz –                                                                                 |
| LI 12  | (K 8011 im Landkreis Ravensburg, Baden-Württemberg) – Landesgrenze – Brettweg – Happareute – St 2378 in Steinegaden                                           |
| LI 13  | (K 7997 im Landkreis Ravensburg, Baden-Württemberg) – Landesgrenze – St 320                                                                                   |
| LI 14  | LI 4 – Balzhofen – Mittelhofen – St 2005 in Stiefenhofen |
| LI 15  | (K 8005 im Landkreis Ravensburg, Baden-Württemberg) – Landesgrenze – Hergatz –                                                                                |
| LI 16  | (K 7793 im Bodenseekreis, Baden-Württemberg) – Landesgrenze – LI 6 – Nonnenhorn – Wasserburg (Bodensee) – Hochsträß – Enzisweiler – St 2375 in Hoyren         |

## Quelle
OpenStreetMap: Landkreis Lindau (Bodensee) – Landkreis Lindau (Bodensee) im OpenStreetMap-Wiki